# Miloš Tichý
Miloš Tichý (1966 –) é um astrônomo checo e prolífico descobridor de asteroides, casado com Jana Tichá. Trabalha junto de sua esposa no observatório de Kleť, ao sul da República Tcheca.
O asteroide 3337 Miloš foi assim nomeado em sua homenagem.